# Кавалара (Кремона)
Кавалара је насеље у Италији у округу Кремона, региону Ломбардија.
Према процени из 2011. у насељу је живело 11 становника. Насеље се налази на надморској висини од 58 м.